# Marathon van Eindhoven 2016

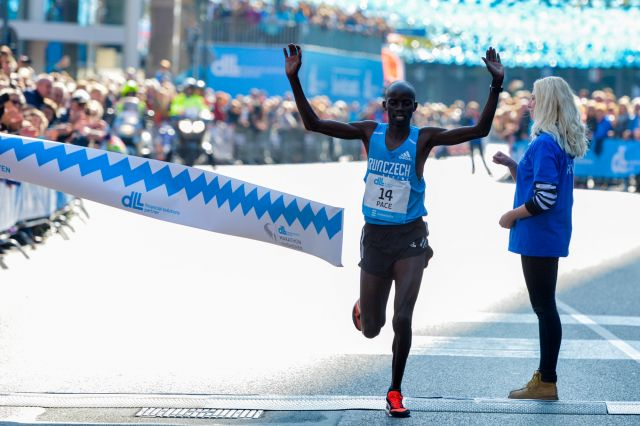
Festus Talam wint de wedstrijd

De marathon van Eindhoven 2016 werd gelopen op zondag 9 oktober 2016. Het was de 33e editie van deze marathon.
De wedstrijd bij de mannen werd gewonnen door de Keniaan Festus Talam in 2:06.26. Hij versloeg zijn landgenoot Marius Kipserem, die in 2:08.00 over de finish kwam. De eveneens uit Kenia afkomstige Norbert Kigen werd derde in 2:09.19. Bij de vrouwen ging de Keniaanse Truphena Chepchirchir met de hoogste eer strijken. Zij won de wedstrijd in 2:30.32.
Het Belgische marathonkampioenschap was ook onderdeel van de marathonwedstrijd.
Naast de hele marathon kende het evenement ook wedstrijden over de halve marathon, 10 km, City Run (4,5 km) en een Mini Marathon (1,5 km).

## Uitslagen

### Marathon
Mannen
| rang   | naam             | land | tijd    |
| ------ | ---------------- | ---- | ------- |
| Goud   | Festus Talam     | KEN  | 2:06.26 |
| Zilver | Marius Kipserem  | KEN  | 2:08.00 |
| Brons  | Norbert Kigen    | KEN  | 2:09.19 |
| 4      | Duncan Maiyo     | KEN  | 2:09.25 |
| 5      | Dejene Debele    | ETH  | 2:10.13 |
| 6      | Richard Kiprop   | KEN  | 2:10.39 |
| 7      | Stephen Chebogut | KEN  | 2:10.59 |
| 8      | Deriba Robe      | ETH  | 2:11.00 |
| 9      | Emmanuel Bett    | KEN  | 2:16.10 |
| 10     | Harm Sengers     | NED  | 2:19.48 |

Vrouwen
| rang   | naam                  | land | tijd    |
| ------ | --------------------- | ---- | ------- |
| Goud   | Truphena Chepchirchir | KEN  | 2:30.32 |
| Zilver | Michele Gantner       | SUI  | 2:39.34 |
| Brons  | Dominika Stelmach     | POL  | 2:42.50 |
| 4      | Maria Caballero       | PAR  | 2:49.23 |
| 5      | Ann-Sofie Claeys      | BEL  | 2:49.28 |

### BK marathon mannen
| rang   | naam              | tijd    |
| ------ | ----------------- | ------- |
| Goud   | Stijn Devulder    | 2:19.54 |
| Zilver | Kristof Nackaerts | 2:22.57 |
| Brons  | Gerd Devos        | 2:24.03 |

### BK marathon vrouwen
| rang   | naam                 | tijd    |
| ------ | -------------------- | ------- |
| Goud   | Ann Sofie Claeys     | 2:49.28 |
| Zilver | Lieve Palmans        | 2:57.31 |
| Brons  | Sophie Van Biervliet | 2:59.27 |

### Halve marathon
Mannen
| rang   | naam              | land | tijd    |
| ------ | ----------------- | ---- | ------- |
| Goud   | Alessandro Claut  | ITA  | 1:08.08 |
| Zilver | Mark van Kessel   | NED  | 1:08.52 |
| Brons  | Salvatore Gambino | ITA  | 1:08.57 |

Vrouwen
| rang   | naam           | land | tijd    |
| ------ | -------------- | ---- | ------- |
| Goud   | Marije te Raa  | NED  | 1:18.40 |
| Zilver | Merel de Knegt | NED  | 1:18.45 |
| Brons  | Mireille Baart | NED  | 1:19.52 |

### 10 km
Mannen
| rang   | naam                    | land | tijd  |
| ------ | ----------------------- | ---- | ----- |
| Goud   | Sebastian Falkensteiner | AUT  | 34.10 |
| Zilver | Mark Naaijer            | NED  | 34.40 |
| Brons  | Cyril Courel            | NED  | 34.50 |

Vrouwen
| rang   | naam           | land | tijd  |
| ------ | -------------- | ---- | ----- |
| Goud   | Louise Trainor | GBR  | 41.35 |
| Zilver | Janneke Arts   | NED  | 42.12 |
| Brons  | Anouk Merks    | NED  | 42.13 |

1959 ·
1960 ·
1982 ·
1984 ·
1986 ·
1988 ·
1990 ·
1991 ·
1992 ·
1993 ·
1994 ·
1995 ·
1996 ·
1997 ·
1998 ·
1999 ·
2000 ·
2001 ·
2002 ·
2003 ·
2004 ·
2005 ·
2006 ·
2007 ·
2008 ·
2009 ·
2010 ·
2011 ·
2012 ·
2013 ·
2014 ·
2015 ·
2016 ·
2017 ·
2018 ·
2019 ·
2020 ·
2021 ·
2022 ·
2023 ·
2024 ·
2025